# Mary-Lou Pardue
Mary-Lou Pardue (15 de septiembre de 1933 - 1 de junio de 2024) fue una genetista estadounidense que fue profesora emerita en el Departamento de Biología del Instituto Tecnológico de Massachusetts (MIT), al que se unió originalmente en 1972. Su investigación se centró en el papel de los telómeros en la replicación de los cromosomas, particularmente en Drosophila (moscas de la fruta).

## Primeros años y educación
Pardue nació en Lexington, Kentucky, el 15 de septiembre de 1933. Obtuvo una licenciatura en biología en 1955 del College of William and Mary. Pardue obtuvo una maestría en biología de radiación en 1959 de la Universidad de Tennessee, donde era elegible para un doctorado, pero convenció al departamento de otorgarle la maestría en su lugar, explicando más tarde en una entrevista que "en la sociedad en la que me encontraba, estaba muy bien que una esposa estuviera estudiando, pero obtener un doctorado era un poco demasiado serio".: 98  Posteriormente trabajó varios años como técnica de investigación antes de regresar a la escuela de posgrado en la Universidad de Yale, donde obtuvo un doctorado en biología en 1970. Trabajó bajo la supervisión de Joseph Gall, cuyo apoyo a las mujeres en su laboratorio de investigación se consideraba muy inusual en ese momento. Pardue luego se convirtió en becaria postdoctoral con Max Birnstiel en la Universidad de Edimburgo.

## Carrera académica
Como Pardue describió más tarde el proceso, su búsqueda de una posición de profesora a principios de los años setenta coincidió con un gran interés en las instituciones académicas de Estados Unidos por contratar mujeres, y se sorprendió al ser muy reclutada. Después de ser inicialmente rechazada por el MIT, posteriormente le ofrecieron una posición de profesora asociada allí y la aceptó en parte porque otras ofertas eran para puestos más junior de profesora asistente, y en parte porque el departamento ya tenía otras mujeres en la facultad. Se convirtió en profesora titular del departamento en 1980. En 1995, Pardue se convirtió en la primera Profesora de Biología Boris Magasanik. Pardue estuvo entre las mujeres de la facultad que se organizaron con su colega bióloga del MIT, Nancy Hopkins, a mediados de los años noventa para llevar quejas de discriminación institucional contra mujeres al entonces presidente Charles Vest. En 1994, Pardue fue una de las 16 mujeres de la facultad en la Escuela de Ciencias del MIT que redactaron y co-firmaron una carta al entonces decano de ciencias (ahora rector de Berkeley) Robert Birgeneau, que inició una campaña para destacar y desafiar la discriminación de género en el MIT.
Pardue se convirtió en miembro de la American Association for the Advancement of Science en 1978, miembro de la National Academy of Sciences de Estados Unidos en 1983 y miembro de la American Academy of Arts and Sciences en 1985. Fue presidenta de la Genetics Society of America en 1982-1983 y de la American Society for Cell Biology en 1985-1986.

## Investigación
El trabajo de Pardue con Gall en el desarrollo de la técnica de hibridación in situ ha sido altamente influyente. El trabajo en su grupo de investigación en el MIT se ha centrado en los telómeros en los cromosomas del organismo modelo Drosophila (moscas de la fruta), con especial interés en los elementos de retrotransposón que mantienen los telómeros de Drosophila, a diferencia de muchos otros organismos en los que la enzima telomerasa realiza una función similar. Se cree que su trabajo está relacionado evolutivamente con los telómeros generados por telomerasa, lo que destaca la teoría de que los elementos transponibles parasitarios podrían haber evolucionado a partir de mecanismos en la célula que existen para mantener la salud cromosómica. La publicación de Pardue en 1969 titulada Molecular hybridization of radioactive DNA to the DNA of cytological preparations, se centró en la localización del ADN radiactivo en los núcleos de células ováricas en Xenopus. A través de su trabajo, pudo concluir que la localización de la unión en los oocitos de Xenopus es específica. Pardue también encontró que las reacciones de hibridación con ADN radiactivo podían discriminar entre diferentes tipos de ADN.
Pardue falleció el 1 de junio de 2024, a los 90 años.